# Brian Bovell
Brian Bovell est un acteur britannique né le 26 octobre 1959 à Londres (Royaume-Uni).

## Filmographie
- 1980 : Babylon : Spark
- 1983 : Driving Ambition (série télévisée) : Bill
- 1984 : Miracles Take Longer (série télévisée)
- 1986 : Prospects (série télévisée) : Billy
- 1987 : Scoop (TV) : Mr. Raskassa
- 1987 : Playing Away : Stuart
- 1988 : Thin Air (feuilleton TV) : Joe Jeffries
- 1988 : South of the Border (série télévisée) : Fitz
- 1989 : Bangkok Hilton (feuilleton TV) : Postman
- 1990 : Blood Rights (TV) : Sammy Dean
- 1991 : The Body Beautiful : Youth
- 1991 : L'Homme d'à côté (Der Mann nebenan) de Petra Haffter : Winston Mervin
- 1992 : Running Late (TV) : Driver 3
- 1995 : Welcome II the Terrordome : Officer Bovell / Slave Hand
- 1995 : The Smiths (TV) : Policeman
- 1990 : The Chief (en) (série télévisée) : PC Charlie Webb (1995)
- 1996 : Lord of Misrule (TV) : Tim
- 1996 : Secrets et Mensonges (Secrets & Lies) : Hortense's Brother
- 1997 : Behind the Mask : Oba
- 1998 : Maisie Raine (série télévisée) : DC Stephen Holmes (Series 1) (1998)
- 1999 : The Murder of Stephen Lawrence (TV) : Uncle
- 2000 : McCready and Daughter (TV) : Carl Glenn
- 2000 : Sorted d'Alexander Jovy : le douanier
- 2001 : Hang Time
- 2001 : Hotel : Cardinal
- 2002 : AKA : Prison officer
- 2002 : All or Nothing : Garage Owner
- 2003 : Shoreditch
- 2003 : Love Actually : Radio Watford DJ
- 2006 : Shoot the Messenger : Councillor Watts
- 2006 : Bad Crowd (TV) : Gary
- 2018 : Blackwood, le pensionnat (Down a Dark Hall) : Dr MacMillan